# ネッカー (自動車メーカー)
ネッカー（Neckar Automobil AG ）は、1957年から1971年にかけてフィアットとアウトビアンキの車をライセンス生産していたハイルブロンを拠点にしていた西ドイツの自動車製造業者である。

## 歴史
NSU社は世界恐慌により1929年にハイルブロン工場（ネッカー川の近く）をフィアットに売却した。フィアットはこの工場でフィアット・トッポリーノ（Fiat Topolino ）とバリッラ（Fiat 508 ）をNSU＝フィアットのブランドでライセンス生産し始めた。（同時期に同じ車がフランスでシムカ＝フィアットによりライセンス生産された）
1957年にNSU社は乗用車の生産を再開することを決め、NSU＝フィアットにその名称を変更するように依頼したことでNSU＝フィアットはネッカーとなった。ネッカー社は年産25,000台以下で多少の変更を加えたフィアット・500（ネッカー・ヴァインベルク：Neckar Weinsberg）、600（ネッカー・ヤークスト：Neckar Jagst）、1100（ネッカー・オイローパ：Neckar Europa）の生産をしており、しばしばフィアット本社がトリノで造るものより豪華でスポーティな車を製造した。
1961年にフィアット・1500とネッカー・パノラマ（Panorama、アウトビアンキ・パノラミカ：Autobianchi Panoramicaからの派生車）が発売されると、1962年にはネッカー社は年産50,000台に達した。ネッカー・ミストラル（Neckar Mistral）と呼ばれる1500から派生した格好の良いクーペが設計され、フィアット・600を基本にしたクーペとコンバーチブルがネッカー・リヴィエラ（Neckar Riviera）として生産された。ネッカー・アドリア（Neckar Adria）として生産されたフィアット・850（Fiat 850）がネッカー社の生産した最後の車であった。
イタリアと比べて高い西ドイツの労働コストがネッカーの命脈を絶った。フィアットは新しいフィアット・124、125と128のライセンス生産権をネッカーに売ることを拒否し、1962年に50,000台あったネッカーの生産台数は1963年には44,000台に、1964年には22,000台に、1967年には17,000台に、1970年には12,000台に下降していった。ネッカーは総計370,000台を生産して1971年に廃業した。

## ギャラリー

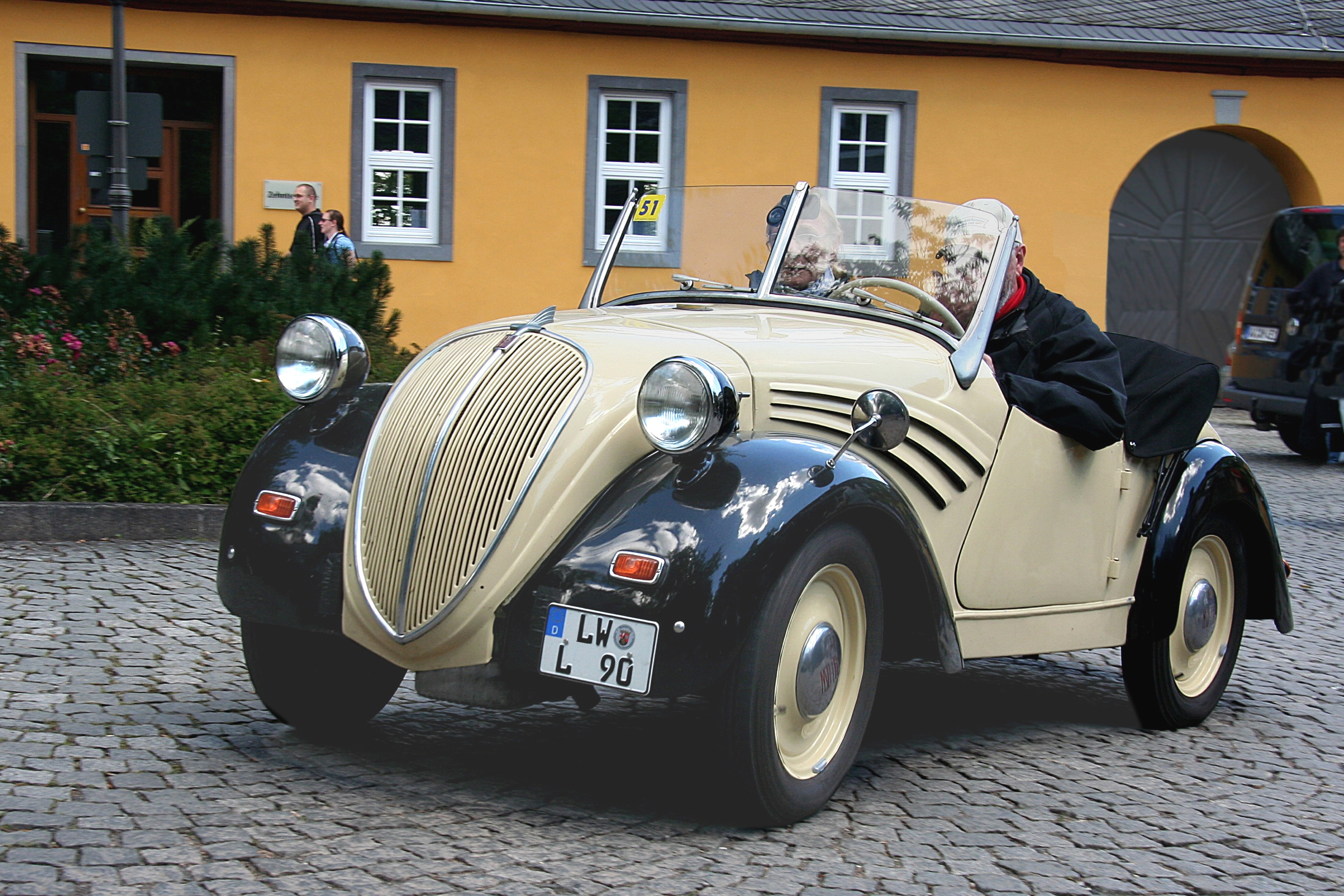
NSU＝フィアット・ヴァインベルク 1940年
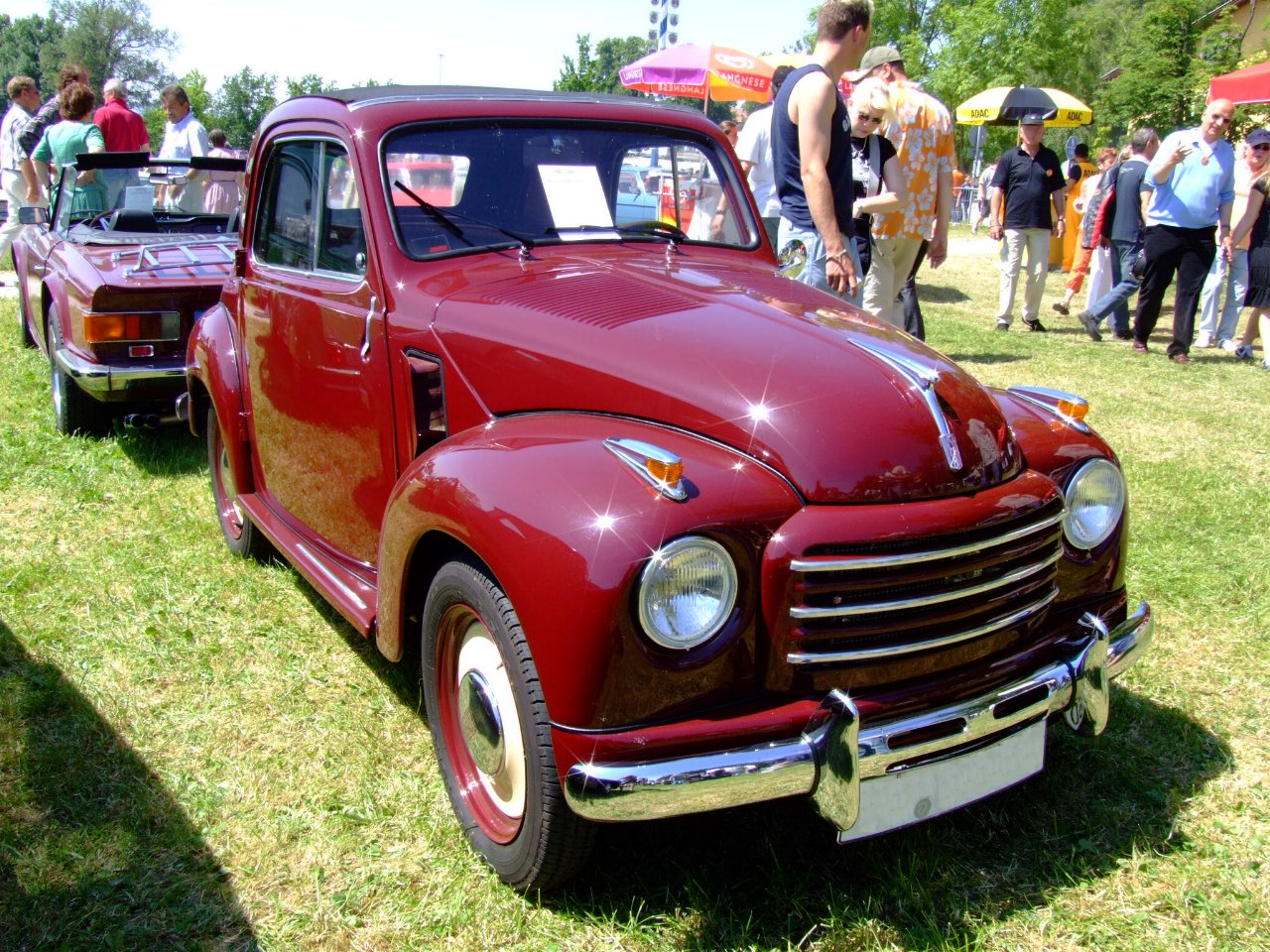
NSU＝フィアット・トッポリーノ 1953年
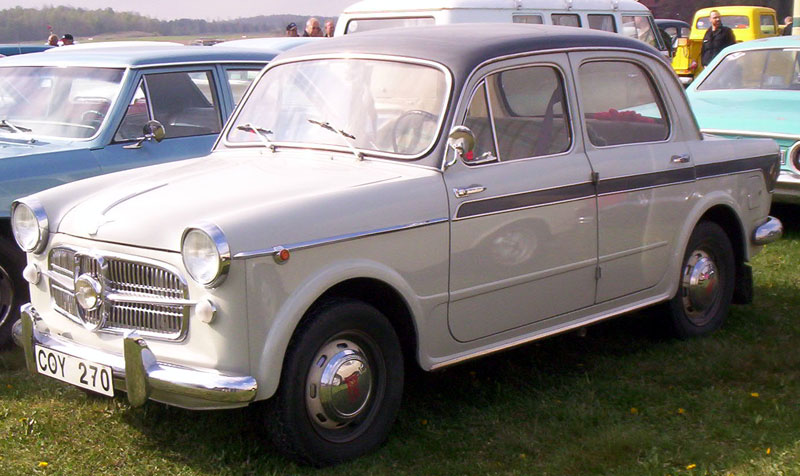
ネッカー・オイローパ 1959年
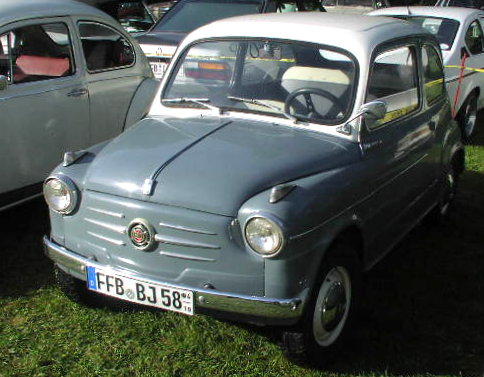
ネッカー・ヤークスト